# Яковченко Микола Федорович
Мико́ла Фе́дорович Яко́вченко (3 травня (16 травня) 1900, Прилуки, Полтавська губернія, Російська імперія (нині Чернігівська область, Україна) — 11 вересня 1974, Київ, Українська РСР, СРСР) — видатний український актор театру та кіно на характерних ролях. Народний артист УРСР (1970).
Сучасники його називали найнароднішим серед заслужених і найзаслуженішим серед народних.

## Життєпис
Народився в м. Прилуки (нині Чернігівська область, Україна, тоді Полтавська губернія, Російська імперія) в сім'ї помічника керуючого астраханським рибним промислом Федора Івановича Яковченка. У збірці спогадів "Сміхотворець Микола Яковченко" упорядниця, докторка історичних наук Ірина Матяш навела витяг із метричної книги Соборної Різдва-Богородицької церкви м. Прилуки про народження М. Яковченка: "1900 года Мая 3 дня, у мещанина города Прилук Федора Іоаннова Яковченко и законной жены его Параскевы Іоанновой, оба православные, родился сын Николай".  
Мама Миколи, крім нього, мала ще четверо дітей. Рід Яковченків бере початки з донських козаків: родина переїхала до Полтавської губернії з-під Ростова-на-Дону, мала патріархальний уклад, за якого потяг до мистецтва не особливо заохочувався.
1912 року вступив до Другого Прилуцького вищого початкового училища імені Кислих. 1916 вступив до міської єврейської гімназії, де захопився художньою самодіяльністю, перші ролі представляв у гімназійному театрі. Тоді ж ґрунтовно вивчив грецьку мову.
У часи революційних подій іде на фронт. Його онук, Микола Бохонько-Яковченко розповів: «Точно невідомо, на чиєму боці він воював — за червоних чи за білих. За документами — всю війну перебував при червоноармійському санітарному поїзді. Проте з часом захоплювався, розповідаючи про кінноту генерала Шкуро; якось дістав добре приховані два Георгіївські хрести».
1918 року дебютував на аматорській сцені в Прилуках. Його талант розгледіла Євгенія Базилевська, колишня актриса трупи Миколи Садовського, яка і створила в Прилуках театр аматорів. Із цього аматорського гуртка Микола перейшов до постійної трупи Пилипа Хмари, на той час російського, а з 1919 року — українського, потім радянського театрального діяча. У цей час грав у п'єсах Леоніда Андреєва — Тюха в «Савві» та підпоручника Григорія Миронова в «Днях нашого життя». З 1920 по 1927 рік працював у театрах Лубен, Прилук, Сімферополя, Черкас, Чернігова, Дніпра, Харкова. З 1927 року — актор Київського академічного українського театру імені Франка (з перервами).

## Театральна доба 1927—1929
У сезоні 1927-28 року в театрі були нові роботи: «Любов і дим» Дніпровського, «Заколот» Фурманова, «Сон літньої ночі» Шекспіра. Запросив його головний режисер театру Гнат Юра та відразу запропонував роль у виставі «Сон літньої ночі». Того сезону в складі колективу гастролював у Луганську, Дніпрі, Сталіно (тепер Донецьк) та Миколаєві.
У театральному сезоні 1928-29 створює образ Распера в п'єсі Гозенклявера «Ділок» — постановники О. Смирнов та Олександра Смирнова-Іскандер. 6-30 травня — гастролі в тодішній столиці Харкові, столична преса відзначила його майстерність гротеску. Восени виступає у прем'єрі «Диктатури» І. Микитенка (роль Ромашки).

## Робота в театрі та особисте життя в 1930-і роки

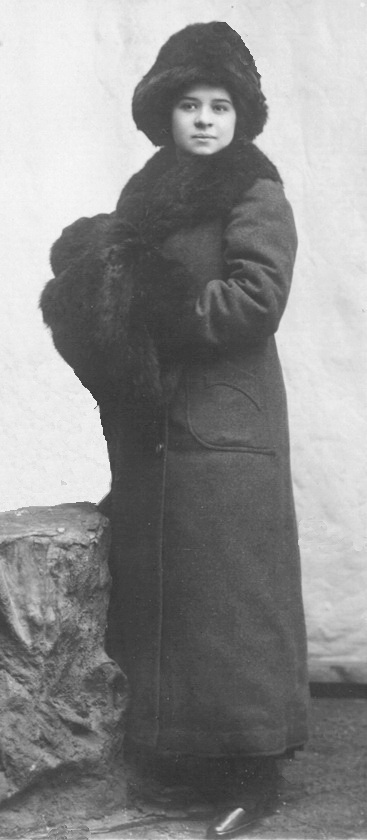
Тетяна Євсеєнко, дружина (1920-1930 роки)

У листопаді 1930 — прем'єра п'єси І. Микитенка «Кадри» — поставив Гнат Юра, художник Б. Ердман, грав і Яковченко.
1931 року запрошений до новоствореного Харківського театру революції, розпочав сезон 7 листопада виставою «Справа честі» І.Микитенка.
Того ж таки 1931 року узяв шлюб із 21-річною Тетяною Марківною. Вона відхилила залицяння чисельних претендентів — серед був і відомий актор Віктор Добровольський.
26 квітня 1932 у подружжя народилася донька Ірина.
В 1932-33 роках був задіяний у майже всіх виставах, у п'єсі «Ета» С. Левітіної грав роль Жихарєва, в «Страсі» О. Афіногенова — Захарова, Микола Пронашко та Іван Шкурко — «Дівчата нашої країни» І. Микитенка, у п'єсі «Жандарм» за «Украденим щастям» І. Франка — війт, «Фальстаф», 1933 — буфонада з елементами фарсу за мотивами творів В. Шекспіра — сер Джон Фальстаф, «Підступність та кохання» — Вурм. Після виконання останньої ролі Яковченко отримує запрошення від Леся Курбаса до Харківського українського драматичного театру імені Т. Шевченка.
Після прем'єрних показів «Фальстафа» Яковченко так виснажився, що його примусово відправили в будинок відпочинку «Світлий» у Місхорі.
Літом 1933 з «Дівчатами нашої країни» та «Фальстафом» театр гастролює у Дніпрі й Києві. Яковченко отримує чергове запрошення — до театру імені Т.Шевченка від Мар'яна Крушельницького.
1934 повертається до Києва, Гнат Юра приймає його на посаду «актора вищої категорії». Відіграв прем'єру та до 100 вистав «Платона Кречета» Олександра Корнійчука; роль медичної сестри виконувала дружина, Тетяна Яковченко. Професор Шварцберг, його великий шанувальник, допомагав засвоїти звички лікарів, пройнятися специфікою їхньої праці.
30 квітня 1937 року з'явилася на світ Юнона Миколаївна Яковченко.
Восени 1939 потрапляє під набір військовозобов'язаних, відтак стає учасником радянсько-фінської війни.
З фронту повернувся квітнем 1940, знайшов роботу в Київському державному театрі музичної комедії. З постановок цього часу — Пелікан, оперета «Містер Ікс», Філіп, «Коломбіна», Дельакво, «Ночі в Венеції»; в цьому часі його партнеркою по сцені була Новинська Віра Петрівна.
Восени 1940 О. Корнійчук переконує знову перейти до театру ім. І. Франка. Виконує роль Довгоносика — «В степах України» — «перейняв» з рук першого виконавця — Валентина Дуклера. В «Калиновому гаю» виконує роль матроса Клима, його фраза «Клянуся головою акули» «пішла в народ».

## Подальший творчий шлях
22 червня 1941 застало театр у Москві. У часі німецько-радянської війни не увійшов до складу Першої фронтової бригади артистів, виїжджає з родиною до Тамбова, там трупа ставить «Партизани в степах України» та «Богдан Хмельницький» — дяк Гаврило-Яковченко закликає до боротьби з окупантами. У жовтні театр евакуйовується в Семипалатинськ, працює на сцені місцевого театру.
Повертається перша фронтова бригада в Семипалатинськ, Яковченко полишає там родину і відправляється на фронт у складі Другої фронтової бригади театру Франка — під рукою Амвросія Бучми.
У часі перед Сталінградською битвою бригада виступала в штабі фронту, у батальйонах, на призовних пунктах та госпіталях.
Згодом перебуває в складі четвертої фронтової бригади — керував Дмитро Мілютенко, бере участь у звільненні Будапешта.
1944 року повертається з родиною до Києва. 1945 року, в часі відзначання 25-ї річниці театру ім. І. Франка, нагороджений медалями «За оборону Сталінграда» та «За доблесну працю у Великій Вітчизняній війні 1941—1945 рр.»
Заслуженим артистом став у 1943 році, народним — у 1970-му.

## Післявоєнна творчість
Після приходу в театр нового керівника М. Компанійця його разом з низкою акторів виводять зі складу трупи — з наданням підвищеної республіканської премії… і обіцянкою задіяти у творчій роботі «поразово».
Серед ролей у театрі:
- Пеньонжка, «Мартин Боруля»,
- Распер — «Ділок» Гозенклявера,
- Микола («Наталка Полтавка» І. Котляревського);
- Бублик, Довгоносик («Платон Кречет», «В степах України» О. Корнійчука),
- Оверко («Фараони» О. Коломійця);
- Лящ («Останні» М. Горького).

Знявся в кінофільмах «За двома зайцями», «У ніч перед Різдвом», «Королева бензоколонки», «Максим Перепелиця», «Дід лівого крайнього» та інших.
На зйомках фільму Івана Пир'єва «Наш спільний товариш» (1962) Яковченко спробував накласти собі на обличчя грим. Пир'єв на це відповів: «Миколо, таку морду, як у тебе, Бог дає один раз в сто років, та й то на Великдень. Не псуй!»
Після смерті дружини 1946 року в актора на руках залишилися дві доньки. Життєвий удар спричинив прихильність до міцного напою. Часто його бачили в ресторанчику «Театральний», вулиця Миколаївська (сучасна Городецького). Дмитро Мілютенко та Гнат Юра його картали, він щоразу щиро обіцяв виправитися й так продовжував виступи. Крім того, актор міг — не соромлячись і не комплексуючи — взяти гітару і відправитися — куди-небудь з концертом — був стабільний аншлаг. Перед виходом на сцену частенько дивився у дзеркало, бив себе долонями по писку і примовляв: «У-у, годувальниця моя!».
1948 року він грає в п'єсі «Макар Діброва», 1950 — «Калиновий гай». Обидві п'єси були удостоєні Державної премії СРСР, їх записують як радіовистави.
1950 року з театром гастролює в Польщі — Кракові та Лодзі. Проте потрапляє на лікування до Львівської психоневрологічної лікарні. На межі безробіття опиняється після чергового «зриву» — не втримався від запросин акторів Чернівецького театру — відзначали закінчення гастролей. У жовтні 1951 р. Яковченко ледь впрошує Олександра Корнійчука лишити його на роботі.
Закінчивши прилуцьку гімназію, вільно володів грецькою мовою. Коли в 1967 р. до Києва приїхала грецька трагедійна актриса Аспасія Папатанасіу, що виступала у виставі «Антигона» Софокла, він умовив Ігоря Безгіна — тодішнього директора театру ім. І. Франка — дозволити йому привітати її. Микола Федорович спілкувався з нею її рідною мовою.
Олександр Корнійчук спеціально для нього писав деякі ролі, зокрема у виставі «Мої друзі», при поверненні Яковченка до «Калинового гаю» дописав «іменну» роль діда Гервасія. Передаючи текст ролі, Корнійчук надписав: 
| «Блискучому артисту, дорогому другу — Миколі Яковченку. Я написав цю роль і сподіваюся, що Ваш великий талант ще раз порадує нашого читача. Роль маленька, але… Ваш Олександр Корнійчук» |

## Вшанування
Із задоволенням брав участь у великих офіційних зібраннях — був на Всесоюзному фестивалі радянських фільмів у Каневі 1966, II з'їзді кінематографістів УРСР у Києві 1966 того ж року, на камерних імпрезах-ювілеях друзів.
На ювілеї П. Саксаганського виконував арію Миколи з «Наталки Полтавки» — із Оксаною Петрусенко, Іваном Паторжинським, Михайлом Донцем.
Колишню партнерку по сцені Київського театру музичної комедії Віру Новинську вітав з нагоди 70-річчям куплетами в ролі Пелікана.
1968 року бере участь у республіканському кінофестивалі українських фільмів в Кіровограді. Учасників довіз літак, акторів на аеродромі зустрічала сила-силенна народу. Київська делегація вже виступила з літака, аж тут — ураганні оплески, котрі майже заглушили «Прощання слов'янки» духового оркестру: на верхній сходинці трапу Микола Яковченко; він від цього затримався на трапі, вбираючи в себе щирий вияв емоцій, без яких не уявляв свого творчого життя.

## На радіо
З 1968 — брав участь у радіопередачах «Від суботи до суботи», свій виступ завжди починав словами «Вітаю добірне товариство». Головним режисером передачі був Володимир Бохонко — чоловік доньки Юнни. Йому вдалося залучити до передачі Георгія Бабенка, Валерія Бессараба, Валентина Дуклера, Олега Комарова, Нонну Копержинську, Наталію Лотоцьку, Анатолія Пазенка, Анатолія Скибенка, Станіслава Станкевича, Миколу Шутька.

## Смерть

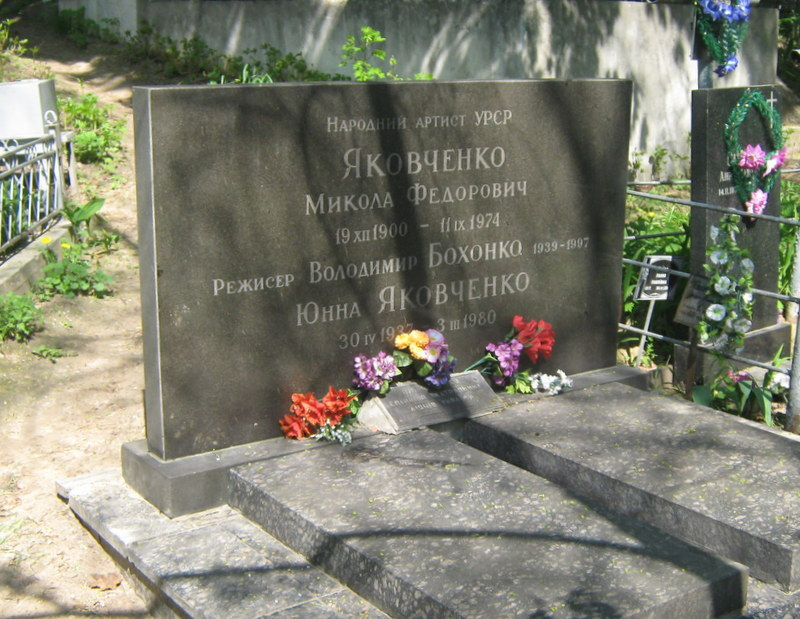
Могила Миколи Яковченка

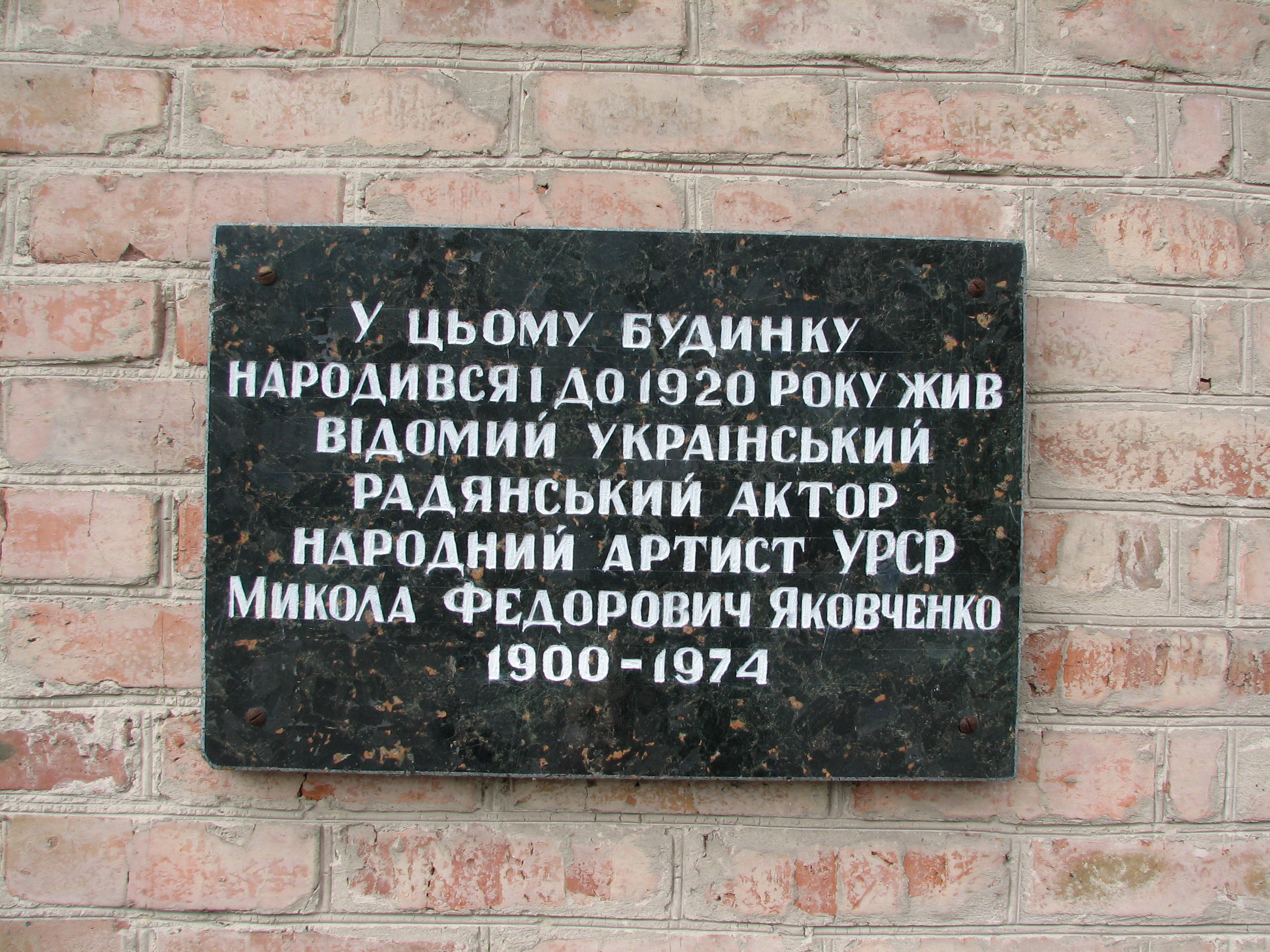
Табличка на будинку у Прилуках, у якому народився Яковченко

Помер 11 вересня 1974 року під час операції з видалення апендиксу. Його останні слова, які почули співробітники лікарні: «Клоун іде на манеж». Похований у Києві на Байковому кладовищі (ділянка № 9а). Надгробок установлено Національною спілкою театральних діячів України.

## Відгуки
Сергій Параджанов бачив у Яковченку українського Чарлі Чапліна. За власним визначенням актора, він був «блазнем із сумними очима».
Олександр Корнійчук назвав Яковченка «по-справжньому народним артистом», Микола Зарудний — «найнароднішим серед усіх заслужених і найзаслуженішим серед усіх народних». Пир'єв називав його Габенком (натякаючи про неперевершеного Жана Габена).
Англомовний журнал «Український канадець» (друга половина 20 сторіччя, Торонто) як ілюстрацію до рубрики українського фольклору друкував шарж «перчанина» Арутюнянца на Яковченка — як уособлення українського дотепу.
Сам Яковченко вважав для себе взірцем Фернанделя (Фернана Контандена), портрет якого висів у його робочому кабінеті. Був замилований французьким мистецтвом, своєму улюбленцю-песику дав ім'я Фанфан — на честь Жерара Філіпа.

## Фільмографія
- «Щорс» - боєць (1939)
- «В степах України» - постачальник Філімон Філімонович Довгоносик (1952)
- «Украдене щастя» - війт (1952)
- «Мартин Боруля» -  повірений Трандальов (1953)
- «Калиновий гай» - дід Гервасій (Крим), колгоспний рибалка, колишній торговий моряк (1953)
- «Тривожна молодість» - кухар (1954)
- «Земля»  - фельдшер (1954)
- «Нестерка»  - пересмішник (1955)
- «Максим Перепелиця» - коваль Кондрат Перепелиця, батько Максима (1955)
- «Полум'я гніву» - Хрін (1955)
- «Суєта» - Акіла Акілович (1956)
- «Вона вас кохає»  - ремонтник на автомобільній дорозі (1956)
- «Кінець Чирви-Козиря»  - гість на весіллі (1957)
- «Координати невідомі» - судновий кок Федір Михайлович (1957)
- «Шельменко-денщик» - Опецькуватий (Опецьковський) (1957)
- «Штепсель одружує Тарапуньку»  - комендант кіностудії (1957)
- «Правда»  - залізничник Іван Іванович (1957)
- «Загін Трубачова бореться»  - пасічник Іван Матвійович (1957)
- «Перший парубок» - радгоспний сторож дід Терешко (1958)
- «Весела змова» - Скрипка (1958)
- «Літа молодії» - Василь Петрович Руденко (дядько Василь) (1958)
- «Поема про море» - односелець (1958)
- «Киянка»  - в 2-й серії Горовенко, робітник-регістратор на «Арсеналі» (1958)
- «Чорноморочка»  - Карпо Іванович (1959)
- «Врятуйте наші душі» - боцман Микола Федорович Метелиця (1960)
- «Степові світанки» (1960)
- «Рижик»  - голодаївський городовий Прохор Гриб (1960)
- «За двома зайцями» - Прокіп Свиридович Сірко, батько Проні (1961)
- «Серце не прощає»  (1961) - продавець пива Микола
- «Наш спільний друг»  - бухгалтер Онуфрій Семенович (1961)
- «Вечори на хуторі біля Диканьки»  - знахар Пацюк (1961)
- «Яблуко розбрату»  - дід Северига (1962)
- «Велика дорога» (СРСР-ЧССР)  - селянин на возі / «господін мужик» (1962)
- «Срібний тренер»  - бухгалтер (1963)
- «Королева бензоколонки»  - дорожній начальник товариш Лопата (1963)
- «Стежки-доріжки» - сторож Архип (1963)
- «Зірка балету» - вахтер (1964)
- «Лушка» - епізод (1964)
- «Сон» - придворний / кріпосний (1964)
- «Фараони» - Оверко (1964)
- «Місяць травень» - комендант гуртожитку / перехожий рибалка (1965)
- «Формула веселки» - продавець у літньому кафе (1966)
- «Вій»  - Спирид (1967)
- «На Київському напрямку» - сторож Павло Лаврін (1967)
- «Варчина земля» - дід Євген (1969)
- «Лиха доля» - сват (1969)
- «Початок невідомого століття» - в 3-й частині "Мотря" (1969)
- «Ніч перед світанком» - німець Ганс (1969)
- «Розповіді про Дімку» - завідувач тиру (1969)
- «Та сама ніч»  - дід Трохим (1969)
- «Між високими хлібами» - дід Максим (1970)
- «Секретар парткому» - кум (1970)
- «Сміхонічні пригоди Тарапуньки і Штепселя» - контролер на річковому трамвайчику (1970)
- «Веселі Жабокричі» - сторож (1971)
- «Де ви, лицарі?» - сусід Ковальчука та Голубчика з пустими пляшками (1971)
- «Лада з країни берендеїв» - король Магнум ІV (1971)
- «Захар Беркут» - у масовці серед мешканців Тухлі (1971)
- «Довіра»  - відвідувач у приймальні (1972)
- «Тут нам жити»  - Семен Шимрай (1972)
- «Ефект Ромашкіна»  - шпрехшталмейстер (1973)
- «Дід лівого крайнього» - Трохим Іванович Бесараб (1974)

Головні ролі:
- Бублик, Довгоносик («Платон Кречет», «В степах України» Олександра Корнійчука),
- Пеньйонжка («Мартин Боруля» Івана Карпенка-Карого),
- Лящ («Останні» Максима Горького),
- Оверко («Фараони» Олексія Коломійця),
- Распер («Ділок» В. Гозенклявера) та ін.

## Відзначення пам'яті
27 січня 2010 за N 113-р Кабінет Міністрів України прийняв розпорядження «Про заходи щодо відзначення 110-річчя від дня народження Миколи Яковченка». Планом заходів зокрема передбачалося:
- провести Всеукраїнський відкритий конкурс акторської майстерності імені Миколи Яковченка.
- забезпечити випуск і введення в обіг присвячених 110-річчю від дня народження Миколи Яковченка конверта та поштової марки із спеціальним її погашенням.
- підготувати до видання книги та фотоальбому, що присвячені життю та творчій діяльності Миколи Яковченка.
- створити музей Миколи Яковченка в м. Прилуках.
- створити документальний фільм, присвяченого життю та творчості Миколи Яковченка.
- випустити ювілейну монету на честь 110-річчя з дня народження Миколи Яковченка.
- вивчити питання щодо присвоєння імені Миколи Яковченка одній з вулиць у м. Прилуках.

## Галерея

Пам'ятник М. Ф. Яковченку у скверику біля Національного академічного драматичного театру ім. Івана Франка
Прилуцький пам'ятник Миколі Яковченку майже тотожний з київським
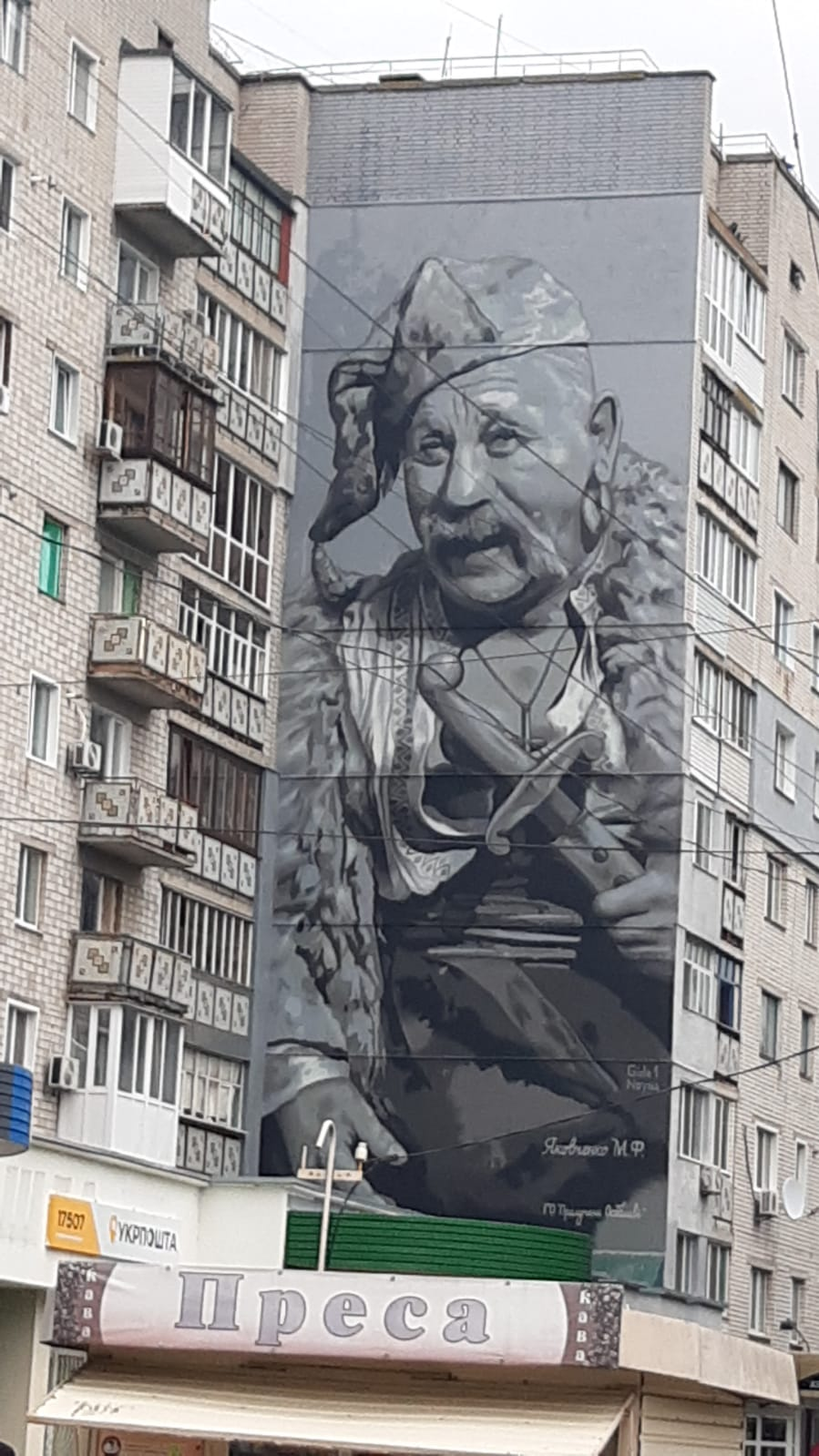
Мурал Яковченка у Прилуках (2023)
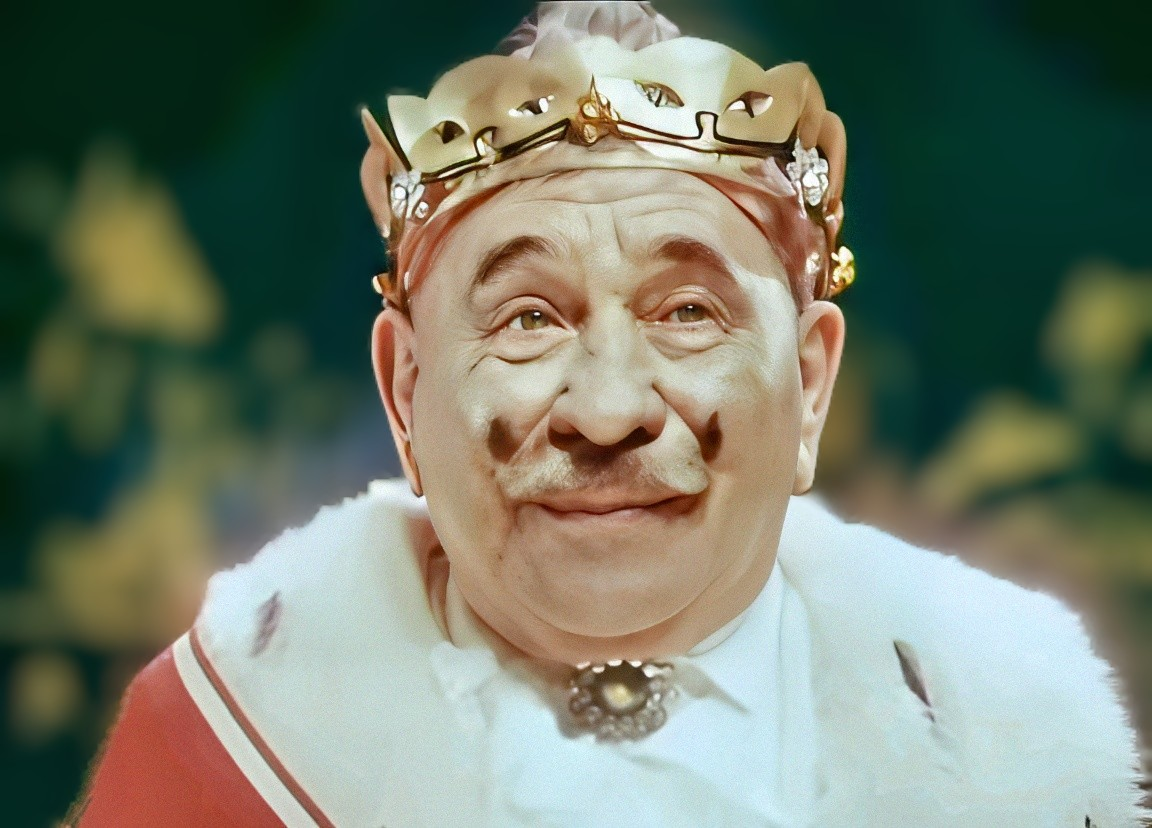
М. Яковченко у ролі короля Магнума ІV у фільмі "Лада з країни берендеїв"
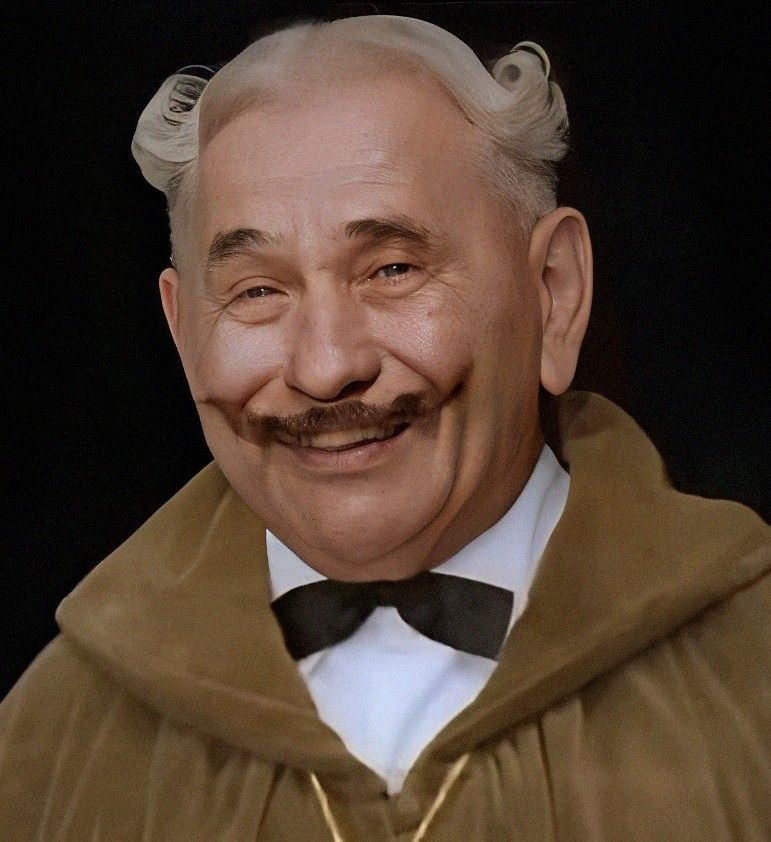
М. Яковченко у ролі  шпрехшталмейстера у фільмі "Ефект Ромашкіна"

## Крилаті висловлювання
- «А горілка та була, як молода артистка в першому спектаклі…»
- «Зав'язав, не п'ю. Але з тобою — з великою охотою».
- «Мадам, ви така красива, як шхуна. У вас три карбованці немає?»
- «Не треба тому чорта шукати, у кого він за плечима».
- «Подивлюся в дзеркало — і плюнуть хочеться!»
- «Сьогодні ви муж і жена, а завтра сам Бог не скаже, чим ви будете. Очень, очень і очень!»
- «Що б не сталося, ми це переживемо!»
- «Яке я хамло?!»

По його смерті готували некролог в газету «Вечірній Київ», проте не змогли знайти ні однієї його офіційної фотографії — на знімках він або виконував роль, або рибалив, або посміхався на всі зуби. У Міністерстві культури та в редакції фотографії забракували, а опубліковане вийшло з домальованими сорочкою, краваткою і піджаком.

## Про нього
- Відзнято відеофільм про нього — «Великий лицедій М. Ф. Яковченко» — режисер Світлана Ільїнська, кіностудія «Контакт», 2003, продюсер Лариса Роднянська.
- «Друге життя або втеча з того світу», режисер Володимир Артеменко, сценарій Віри Мельник, оператор Віталій Зимовець, «Кінохроніка», 2006[9].
- https://www.perets.org.ua/Журнал_перець_1965_09/?page=4 [Архівовано 26 квітня 2021 у Wayback Machine.]
- Створено програму із циклу "Спогади" — https://youtu.be/QjYTDmnhvaE